# Конструктная валидность
Конструктная валидность (концептуальная, понятийная валидность) — частный случай операциональной валидности, степень адекватности метода интерпретации экспериментальных данных теории, которая определяется правильностью употребления терминов той или иной теории.
Конструктная валидность, обоснованная Л. Кронбахом в 1955 году, характеризуется способностью теста к измерению такой черты, которая была обоснована теоретически (как теоретический конструкт). Когда сложно найти адекватный прагматический критерий, может быть выбрана ориентация на гипотезы, сформулированные на основе теоретических предположений об измеряемом свойстве. Подтверждение этих гипотез свидетельствует о теоретической обоснованности методики. Сначала необходимо, насколько возможно полно, содержательно описать конструкт, для измерения которого предназначен тест. Это достигается за счет формулирования гипотез о нем, предписывающих, с чем данный конструкт должен коррелировать, а с чем не должен. После чего данные гипотезы проверяются. Это наиболее эффективный способ валидизации для личностных опросников, для которых установление единственного критерия их обоснованности является затруднительным. 
Конструктная валидность является наиболее комплексным и сложным видом валидности. Вместо одного результата (прежде всего прагматического) необходимо учитывать множество (чаще всего собственно психологических).  
Конструктная валидность имеет отношение к попыткам обозначения любых аспектов эксперимента. Опасности нарушения конструктной валидности заключаются в неправильном обозначении причины и следствия с помощью абстрактных терминов, терминов, взятых из обыденного языка или формальной теории.

## Источник
- Зароченцев К. Д., Худяков А. И. Экспериментальная психология : учебник. — М. : Проспект, 2005. — С. 69. — 208 с. — 3000 экз. — ISBN 5-98032-770-3.
- Клайн П.  Справочное руководство по конструированию тестов. М.,1993.
- Купер К.  Индивидуальные различия / Пер. с англ. Т.М. Марютиной; Под. ред. И.В. Равич-Щербо. М.: Аспект Пресс, 2000.